# Setsu Sawagata
Setsu Sawagata (澤潟 節, Sawagata Setsu) was een Japans voetballer die als middenvelder speelde.

## Japans voetbalelftal
Setsu Sawagata maakte op 23 mei 1923 zijn debuut in het Japans voetbalelftal tijdens een Spelen van het Verre Oosten tegen Filipijnen. Setsu Sawagata debuteerde in 1923 in het Japans nationaal elftal en speelde 2 interlands.

## Statistieken
| Japans voetbalelftal | Japans voetbalelftal | Japans voetbalelftal |
| Jaar                 | Duels                | Goals                |
| -------------------- | -------------------- | -------------------- |
| 1923                 | 2                    | 0                    |
| Totaal               | 2                    | 0                    |